# باربارا هایلی
باربارا هایلی (انگلیسی: Barbara Hale؛ زادهٔ ۱۸ آوریل ۱۹۲۲ – درگذشتهٔ ۲۶ ژانویه ۲۰۱۷) یک هنرپیشه اهل ایالات متحده آمریکا بود. وی بین سال‌های ۱۹۴۳ تا ۲۰۰۰ میلادی فعالیت می‌کرد.

## درگذشت
باربارا هایلی در ۲۶ ژانویه ۲۰۱۷ در سن ۹۴ سالگی درگذشت.

## گزیده فیلمشناسی

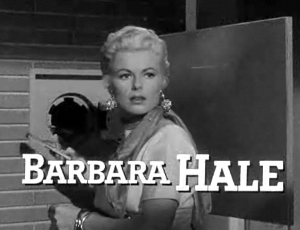

از فیلم‌ها یا برنامه‌های تلویزیونی که وی در آن نقش داشته‌است می‌توان به آثار زیر اشاره کرد.
- هفتمین قربانی (۱۹۴۳)
- دختر حکومتی (۱۹۴۳)
- روزهای بهشتی (فیلم ۱۹۴۴) (۱۹۴۴)
- پنجره (۱۹۴۹)
- سواره‌نظام هفتم (فیلم) (۱۹۵۶)
- اکلاهما (فیلم ۱۹۵۷) (۱۹۵۷)
- فرودگاه (فیلم ۱۹۷۰) (۱۹۷۰)
- آیرونساید (مجموعه تلویزیونی) (۱۹۷۱)
- دکتر مارکوس ولبی (۱۹۷۴)
- بیوگرافی (برنامه تلویزیونی) (۲۰۰۰)